# R5 (Azerbeidzjan)
De R5 is een weg in Azerbeidzjan, de weg loopt van het plaatsje Qusar naar de plaats Xudat. De weg is 29 kilometer lang.